# Teolinda Gersão
Teolinda Gersão (Coímbra, 30 de enero de 1940) es una novelista y profesora universitaria portuguesa.

## Biografía
Estudió Filología alemana y lengua inglesa en las universidades de Coímbra, Tubinga y Berlín. Fue profesora de portugués en la Universidad Técnica de Berlín, docente en la Facultad de Letras de la Universidad de Lisboa y, posteriormente, catedrática de la Universidad Nueva de Lisboa, donde enseñó literatura alemana y literatura comparada hasta 1995. A partir de ese año, pasó a dedicarse a tiempo completo a escribir.
Además de una residencia de tres años en Alemania, vivió dos años en São Paulo, estancia que se ve reflejada en algunos textos de Os Guarda-Chuvas Cintilantes (1984). Asimismo, conoció Mozambique, en cuya capital, entonces Lourenço Marques y actual Maputo, discurrió su novela El árbol de las palabras (1997).
Fue escritora residente en la Universidad de California en Berkeley en febrero y marzo de 2004. Estuvo presente en la Feria del Libro de Fráncfort en 1997 y en 1999. En el año 2000, fue invitada al Salón del Libro de París.

## Obra
Sus novelas tratan de la sociedad contemporánea, aunque transcurren en diferentes períodos. Algunos de los temas principales de sus novelas incluyen las complejidades de las relaciones humanas, la dificultad de la comunicación, el amor y muerte, la opresión, la libertad, la identidad, la resistencia y el proceso de creación. Otro tema central de su obra es el concepto de tiempo, sea el tratamiento del tiempo en la estructura narrativa o el tiempo histórico en el cual tienen lugar sus novelas. la dictadura de Salazar (Paisaje con mujer y mar al fondo); los años 1920 (O Cavalo de Sol), el siglo XIX (A Casa da Cabeça de Cavalo) y los años 1950 y 1960 en la Mozambique colonial (El árbol de las palabras).
Caracteriza a la mujer como instrumento de ruptura de los modelos tradicionales que presenta el feminismo. En su obra, existe un tiempo circular infinito, de retorno y comienzo que reproduce los ciclos de la naturaleza.

## Premios literarios
Recibió el Grande Prémio de Romance e Novela de la Asociación Portuguesa de Escritores por su novela A Casa da Cabeça de Cavalo (1995) y los Premios de Ficción del PEN Club por sus libros El silencio (1981) y O Cavalo de Sol (1989). Asimismo, recibió el premio de la crítica de la Asociación Internacional de Críticos Literarios y el Premio Fernando Namora por su novela Los teclados (1999). En 2002, se le otorgó el Gran Premio Camilo Castelo Branco para cuentos por su colección de relatos, Historias de ver y andar.  

## Libros publicados
- El silencio (novela, 1981)
- Paisaje con mujer y mar al fondo (novela, 1982)
- História do Homem na Gaiola e do Pássaro Encarnado (libro para niños, 1982)
- Os Guarda-Chuvas Cintilantes (diario ficcional, 1984)
- O Cavalo de Sol (novela, 1989)
- A Casa da Cabeça de Cavalo (novela, 1995)
- El árbol de las palabras (novela, 1997)
- Los teclados (novela, 1999)
- Los ángeles (novela, 2000)
- Historias de ver y andar (cuentos, 2002)
- El mensajero y otras historias con ángeles (cuentos, 2003)